# Igors Sļesarčuks
Igors Sļesarčuks (in russo Игорь Анатольевич Слесарчук?, Igor' Anatol'evič Slesarčuk; Riga, 31 marzo 1976) è un allenatore di calcio ed ex calciatore lettone, di ruolo attaccante.

## Carriera

### Calciatore

#### Club
Cresciuto nelle giovanili dello Skonto, nel 1993 esordisce con la formazione riserve in 1. Līga. L'anno seguente è già in Virslīga con la prima squadra che vinse il campionato. Nel 1995 si divise tra Skonto/Metāls Rīga e Skonto, ma a luglio si trasferì in Estonia al Sadam Tallinn. In un anno e mezzo col Sadam, Slesarcuks vinse sia la Coppa d'Estonia che la Supercoppa. Disputò la stagione 1997 di nuovo alla Skonto, vincendo campionato e coppa, pur venendo impegnato di rado.
Dal 1998 si trasferì in Bielorussia allo Slavija-Mazyr con cui in quattro stagioni vinse un campionato e una coppa nazionale. Nel 2002 si trasferì allo Šachcër Salihorsk, sempre in Bielorussia, con cui conquistò la sua seconda coppa bielorussa personale. Tornò in patria solo nel 2005 militando nel Venta: le sue prestazioni attirarono le attenzioni del Ventspils, club in cui si trasferì nel luglio dello stesso anno, togliendosi la soddisfazione personale di vincere il titolo di capocannoniere, oltre alla sua seconda coppa di Lettonia. Nei due successivi anni al Ventspils la sua bacheca si arricchì di altrettanti campionati lettoni, oltre che della sua terza coppa di Lettonia.
Nel 2008 si trasferì in Russia, al Volgar'-Gazprom-2, formazione militante in terza serie, ma a metà stagione salì in seconda serie al Mašuk-KMV Pjatigorsk. Dopo un anno di inattività, nel 2010 tornò in Bielorussia, giocando per il Vicebsk in massima serie. Dopo due stagioni, la seconda delle quali chiusa con la retrocessione del proprio club, nel 2012 scese in seconda serie al Dnjapro Mahilëŭ, con cui vinse il campionato e ottenne l'accesso in massima serie.
Sļesarčuks però chiuse la carriera nella Peršaja Liha, giocando con due club con cui aveva già militato in precedenza: nel 2013, infatti, giocò con la maglia del Vicebsk e infine nel 2014 con lo Slavija-Mazyr. 

#### Nazionale
Ha esordito in nazionale il 6 febbraio nella gara amichevole contro la Georgia giocate nell'ambito del Torneo Rothmans, entrando nell'ultima mezz'ora al posto di Vitālijs Astafjevs. Schierato titolare nell'incontro successivo nell'ambito dello stesso torneo, disputò altri due incontri consecutivamente, mettendo a segno la sua prima e unica rete in nazionale nell'incontro di Coppa del Baltico 1998 perso contro la Lituania.
Collezionò la sua quinta e ultima presenza con la selezione lettone soltanto sette anni più tardi nel corso della Coppa del Baltico 2005.

### Allenatore
Smessi i panni del calciatore, fu subito assunto nello staff dello Slavija-Mazyr, suo ultimo club, ricoprendo anche il ruolo di allenatore della formazione riserve. Nel 2019 fu vice di Vadzim Skrypčanka al Tarpeda-BelAZ, ruolo che già ricopriva allo Slavija-Mazyr. Nel 2020 fu allenatore dell'Asipovičy esclusivamente per l'incontro di Coppa di Bielorussia contro il Spadarožnik Rėčica che sancì l'eliminazione al secondo turno.
Tornato nel 2020 aricoprire il ruolo di vice di Skrypčanka, stavolta al Minsk, nel 2021 fu capo allenatore del Slonim-2017 che lasciò con la squadra all'ultimo posto della Peršaja Liha 2021. Dall'ottobre del 2021 tornò a collaborare con Skrypčanka, sempre al Minsk.

## Statistiche

### Cronologia presenze e reti in Nazionale
| Cronologia completa delle presenze e delle reti in nazionale ― Lettonia | Cronologia completa delle presenze e delle reti in nazionale ― Lettonia | Cronologia completa delle presenze e delle reti in nazionale ― Lettonia | Cronologia completa delle presenze e delle reti in nazionale ― Lettonia | Cronologia completa delle presenze e delle reti in nazionale ― Lettonia | Cronologia completa delle presenze e delle reti in nazionale ― Lettonia | Cronologia completa delle presenze e delle reti in nazionale ― Lettonia | Cronologia completa delle presenze e delle reti in nazionale ― Lettonia |
| Data                                                                    | Città                                                                   | In casa                                                                 | Risultato                                                               | Ospiti                                                                  | Competizione                                                            | Reti                                                                    | Note                                                                    |
| ----------------------------------------------------------------------- | ----------------------------------------------------------------------- | ----------------------------------------------------------------------- | ----------------------------------------------------------------------- | ----------------------------------------------------------------------- | ----------------------------------------------------------------------- | ----------------------------------------------------------------------- | ----------------------------------------------------------------------- |
| 6-2-1998                                                                | Attard                                                                  | Georgia                                                                 | 2 – 1                                                                   | Lettonia                                                                | Amichevole                                                              | -                                                                       | 62’                                                                     |
| 8-2-1998                                                                | Attard                                                                  | Malta                                                                   | 2 – 1                                                                   | Lettonia                                                                | Amichevole                                                              | -                                                                       | 63’                                                                     |
| 10-2-1998                                                               | Attard                                                                  | Albania                                                                 | 2 – 2                                                                   | Lettonia                                                                | Amichevole                                                              | -                                                                       | 46’                                                                     |
| 21-4-1998                                                               | Liepāja                                                                 | Lettonia                                                                | 1 – 2                                                                   | Lituania                                                                | Coppa del Baltico 1998                                                  | 1                                                                       | 55’                                                                     |
| 21-5-2005                                                               | Kaunas                                                                  | Lituania                                                                | 2 – 0                                                                   | Lettonia                                                                | Coppa del Baltico 2005                                                  | -                                                                       | 59’                                                                     |
| Totale                                                                  |                                                                         | Presenze                                                                | 5                                                                       |                                                                         | Reti                                                                    | 1                                                                       |                                                                         |

## Palmarès

### Club

#### Competizioni nazionali
- Campionato lettone: 4

Skonto Riga: 1994, 1997
Ventspils: 2006, 2007
- Vyšėjšaja Liha: 1

Slavija-Mazyr: 2000
- Kubak Belarusi: 2

Slavija-Mazyr: 2000
Šachcër Salihorsk: 2004
- Coppa di Lettonia: 3

Skonto: 1997
Ventspils: 2005, 2007
- Coppa d'Estonia: 1

1995-1996
- Supercoppa d'Estonia: 1

Sadam Tallin: 1996
- Peršaja Liha: 1

Dnjapro Mahilëŭ: 2012

### Individuale
- Capocannoniere della Virslīga: 1

2005 (18 reti)